# Região Geográfica Imediata de Montenegro
A Região Geográfica Imediata de Montenegro é uma das 43 regiões imediatas do estado brasileiro do Rio Grande do Sul, uma das 8 regiões imediatas que compõem a Região Geográfica Intermediária de Porto Alegre e uma das 509 regiões imediatas no Brasil, criadas pelo IBGE em 2017. É composta de 7 municípios.